# Björgvin Páll Gústavsson
Björgvin Páll Gústavsson (født 24. maj 1985) er en islandsk håndboldspiller, der spiller for Skjern Håndbold i Danmark. Han har tidligere spillet for Fram Reykjavik, Kadetten Schaffhausen, SC Magdeburg.
Gustavsson voksede op i Kópavogur, det ældste barn på fem. Han har to brødre, Axel Birgir og Margeir Felix, og to søstre, Berglind Sif og Helga Lind.
Björgvin begyndte at vise sport interesse meget hurtigt i en alder af ni, Björgvin og hans ven Steinthor Þorsteinsson startede i håndbold med HK et hold fra Kópavogur, men de overførte over til Vikingur fordi de aldrig kom til at spille, efter to år med Víkingur de gik tilbage til Handknattleiksfélag Kópavogs. Håndbold var altid sport nummer 1. Han spiller som en målmand for den islandske landshold.
Björgvin deltog i OL i Beijing 2008. Hvor han spillede i en stor rolle som en målmand, der har over 40 gemmer i semi og kvartfinaler.